# Bradley Pierce
Bradley Pierce (Los Angeles, 23 de outubro de 1982) é um ator e dublador estadunidense. Atuou em filmes como Jumanji e emprestou sua voz para vários personagens de animações e videogames. É notório por ter dublado Tails em Sonic The Hedgehog.

## Filmografia
- 2002 - Peter Pan, de Volta à Terra do Nunca
- 2000 - Louco por Você
- 1995 - Jumanji
- 1994 - A Força do Amor
- 1994 - Fazendo Justiça
- 1994 - Filhos da Escuridão
- 1992 - Chaplin
- 1991 - A Bela e a Fera (voz de Chip)